# اوتو بلوم
 اوتو بلوم (انگلیسی: Otto Blom؛ زاده ۱۹ مارس ۱۸۸۷ درگذشته ۲۲ ژوئیهٔ ۱۹۷۲) یک تنیس‌باز اهل هلند بود.